# 梅拉马代
梅拉马代（Melamadai），是印度泰米尔纳德邦Madurai县的一个城镇。总人口28885（2001年）。

## 人口
该地2001年总人口28885人，其中男性14798人，女性14087人；0—6岁人口2958人，其中男1549人，女1409人；识字率77.91%，其中男性为81.82%，女性为73.80%。